# Leopold Müller
Leopold Carl Müller (Dresde; 9 de diciembre de 1834 - Viena; 4 de agosto de 1892) fue un pintor austríaco. 

## Biografía
Nacido en Dresde, capital del estado federado de Sajonia, pero de padres austríacos, fue alumno de Karl von Blaas y de Christian Ruben en la Academia de Bellas Artes de Viena. Obligado a mantener a su familia después de la muerte de su padre, trabajó ocho años como ilustrador para el Fígaro de Viena. Continuando sus estudios posteriormente, visitó repetidamente Italia y Egipto.
A finales de la década de 1860 visitó París, donde se inspiró en la obra de Eugène Fromentin y posteriormente centró su atención en el género orientalista. En 1877 accedió al cargo de profesor en la Academia de Viena y más tarde como rector durante 1890 y 1991. Entre sus alumnos destacaron pintores orientalistas como Ludwig Deutsch, Paul Joanowitch, Jean Discart y Charles Wilda.
Sus hermanas fueron las también pintoras Marie Müller (1847-1935) y Berta Müller (1848-1925), ambas reconocidas en Austria por sus retratos. La tercera hermana, Josefine, se casó con el pintor de retratos austriaco Eduard Swoboda (1814-1902).
Viajó a Egipto varias veces a lo largo de su vida, a menudo permaneciendo allí durante seis meses seguidos. En 1879, en su quinta visita, viajó con su sobrino y estudiante, Rudolf Swoboda.
Falleció a los 57 años en Weidlingau, ahora parte de Viena, y está enterrado en el Zentralfriedhof (Cementerio Central) en Viena.

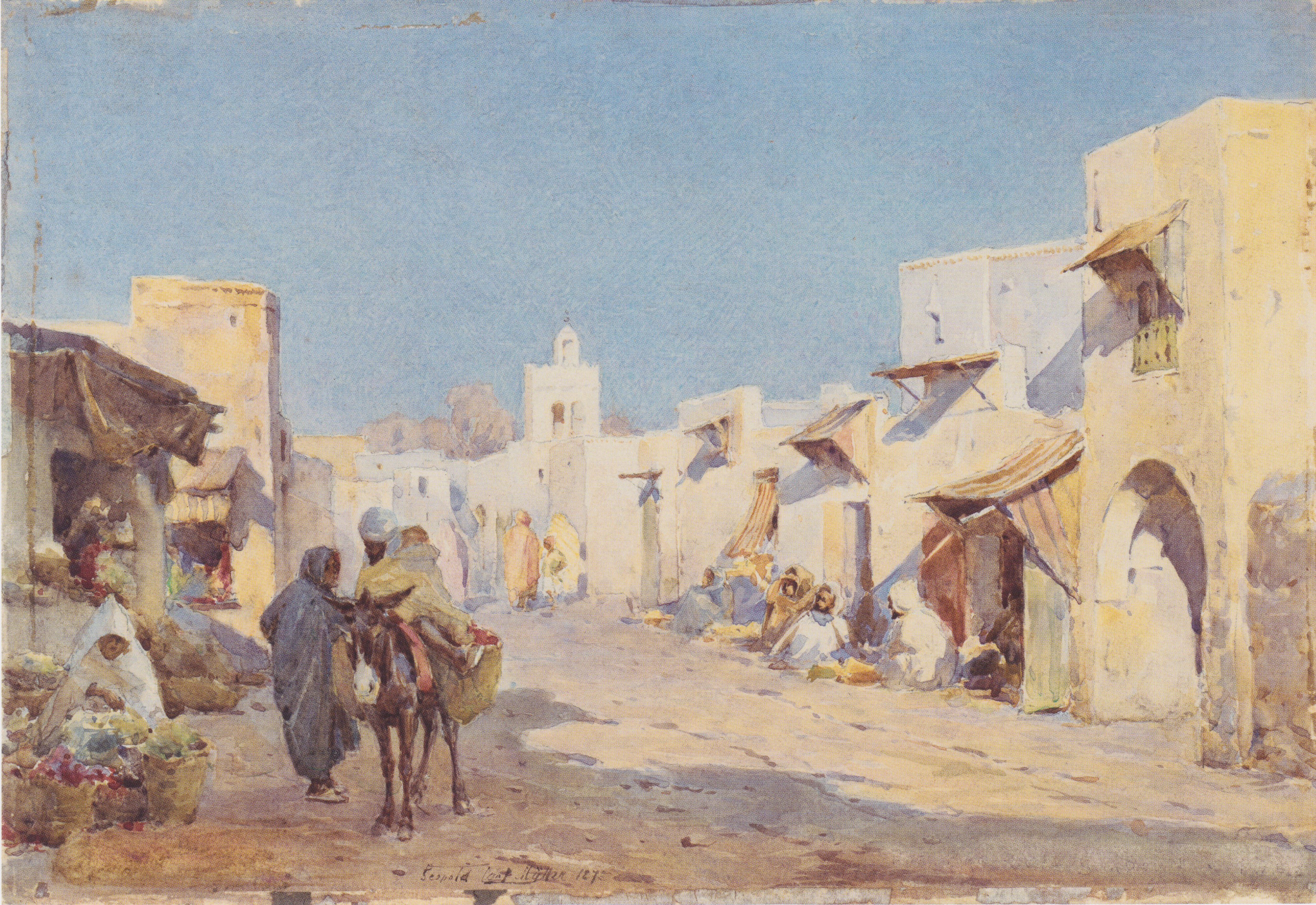
Bedouin Village, (1887)
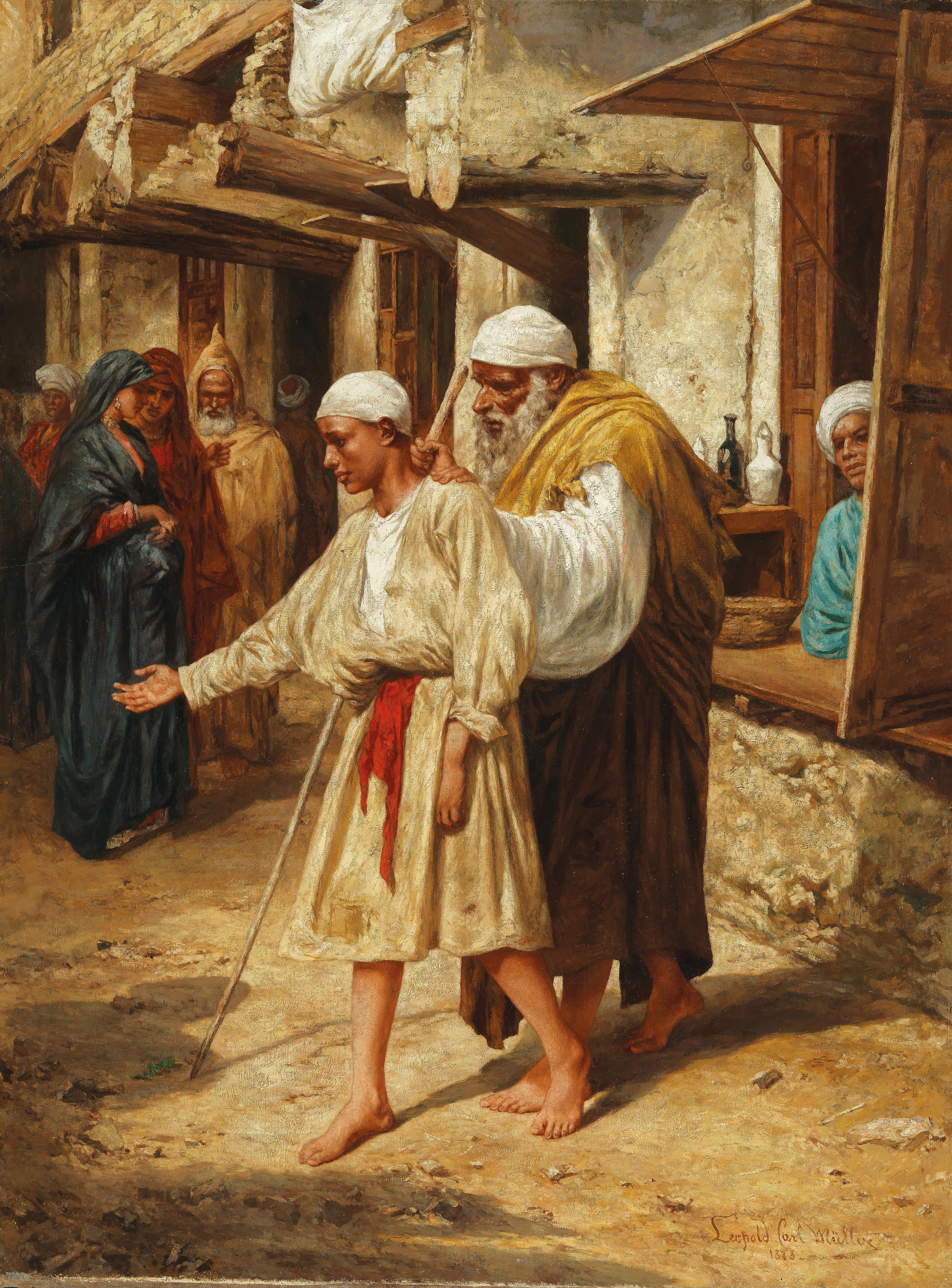
Blind Beggar, (1878)
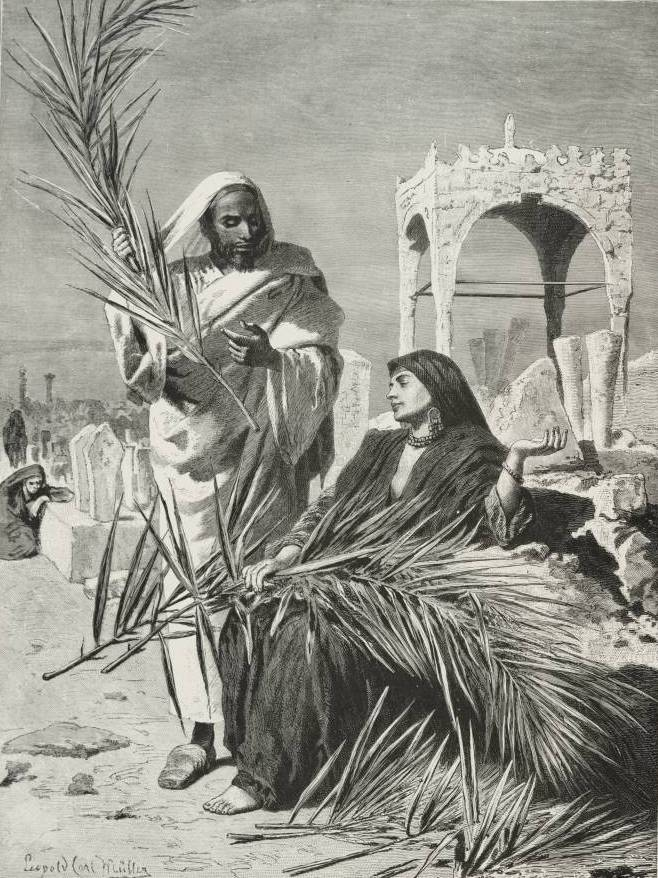
Arab Cemetery, (1878)
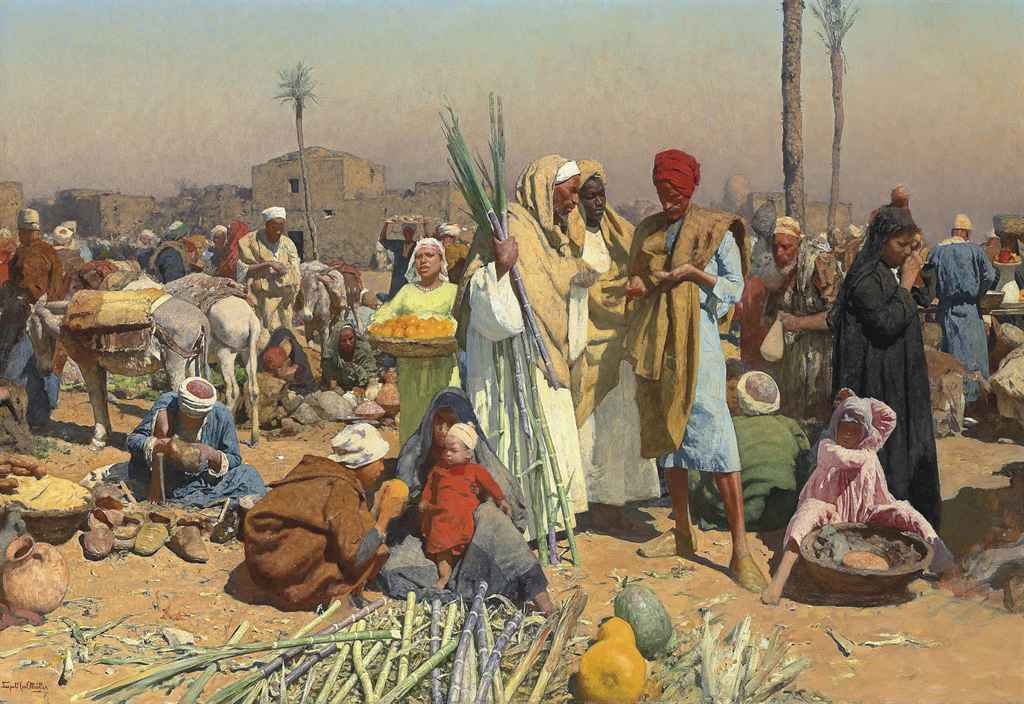
Market in Lower Egypt, (¿?)
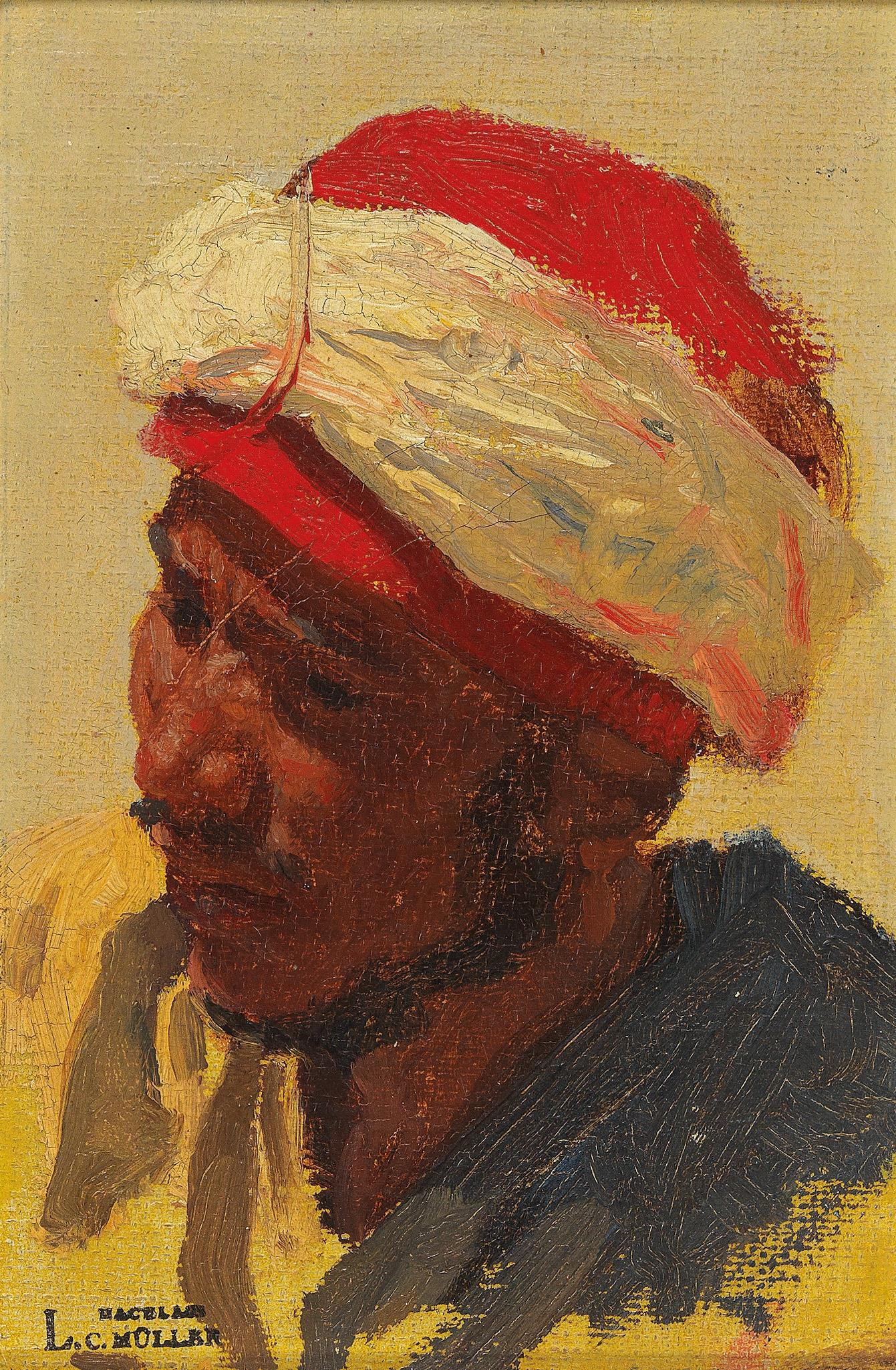
Kopf eines Fellachen, (alrededor de 1892)
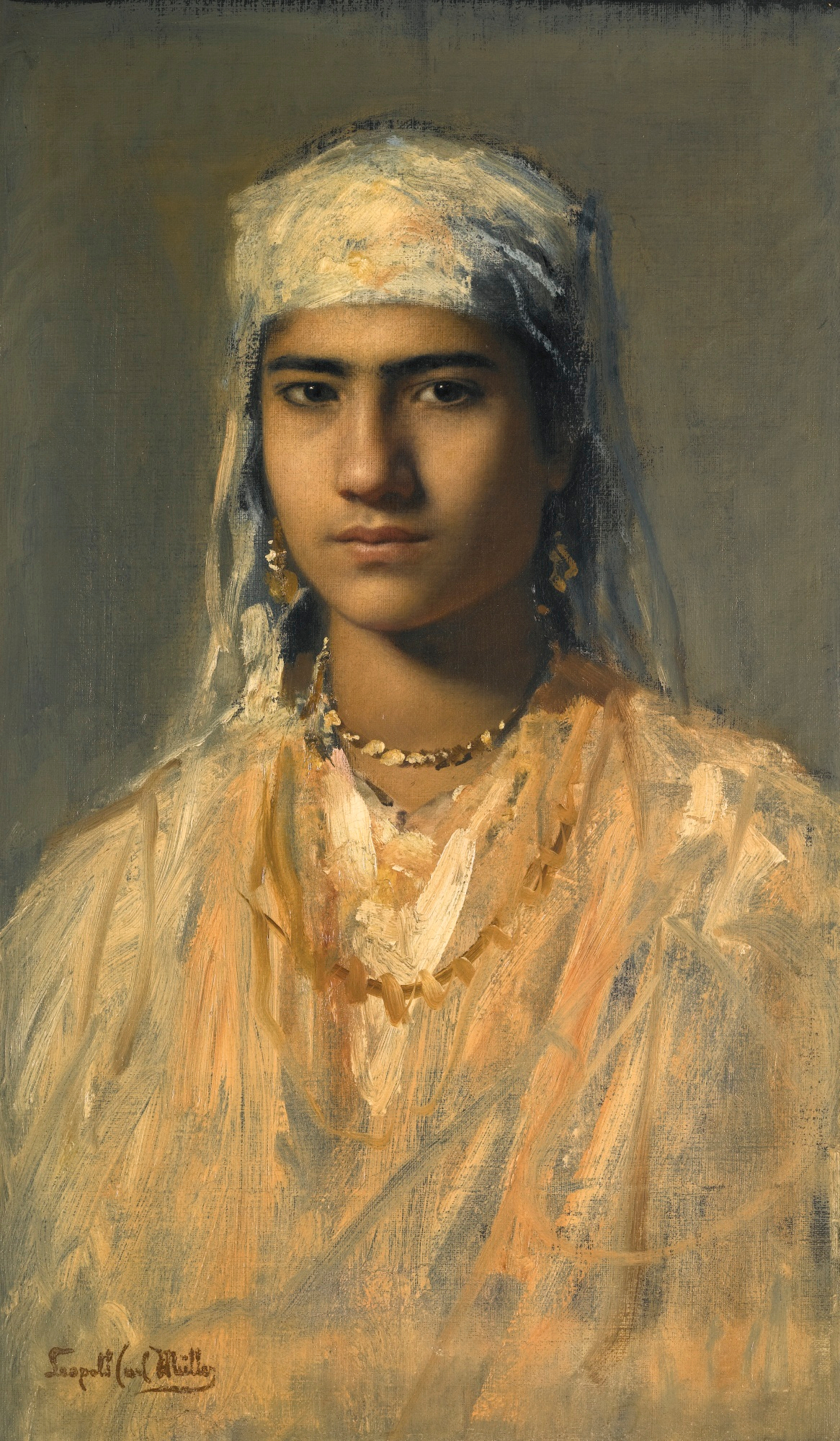
An Egyptian Girl, (1892)